# Wereldmilieudag

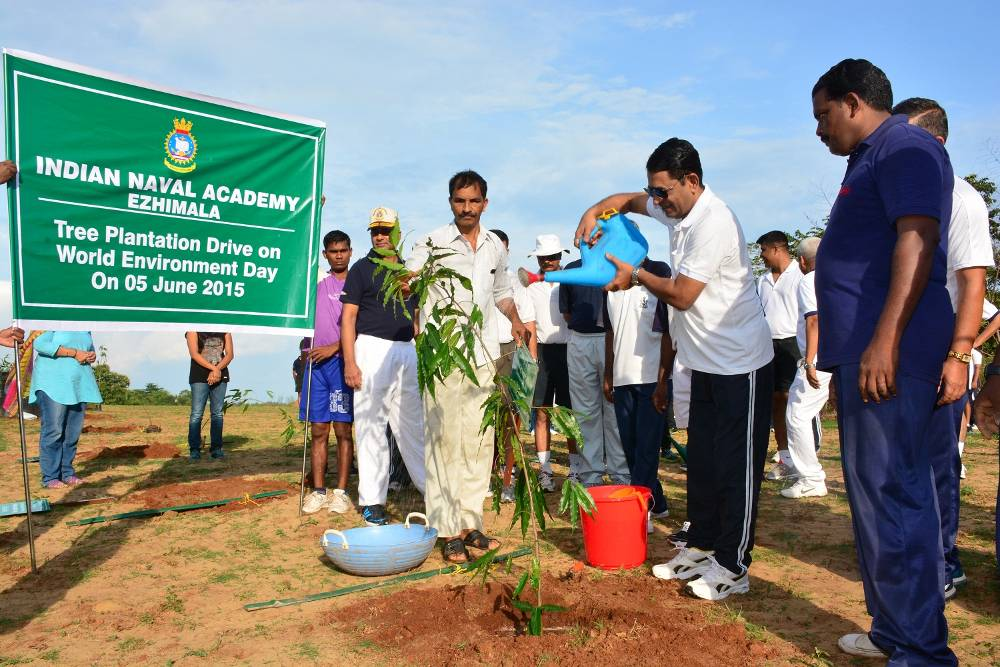
Wereldmilieudag in India

Wereldmilieudag (Engels: World Environment Day) wordt sinds 1974 jaarlijks door de Verenigde Naties georganiseerd. De inzet is om overheden en bevolking stil te laten staan bij ons milieu. Deze speciale dag moet het bewustzijn hierover verbeteren. Er is voor 5 juni gekozen omdat op die dag in 1972 de internationale milieuconferentie begon die ook bekendstaat als het United Nations Environment Programme.
Elk jaar organiseert een bepaalde gaststad in steeds weer een ander land de vergadering.
Deze dag heeft verwantschap met de Dag van de Aarde.

## Projecten
Op Wereldmilieudag worden meerdere acties gehouden en projecten uitgevoerd.
In de Braziliaanse stad Goiânia staat een zeven meter hoog ampulvormig sculptuur als monument voor wereldvrede. Deze is gevuld met bodemmonsters/aarde – ofwel grond – uit vele landen, dat symboliseert om tot een eenheid van de mensheid te komen. Jaarlijks wordt op wereldmilieudag aarde uit een nieuw land bijgestort.
Op Wereldmilieudag in 1977 is op initiatief van de Keniaanse Wangari Maathai een bomenplant-project opgezet dat woestijnvorming moet tegengaan.

## Edities
| Jaar | Thema in het Engels                                                | Thema in het Nederlands                                                 | Organiserend land/stad          |
| ---- | ------------------------------------------------------------------ | ----------------------------------------------------------------------- | ------------------------------- |
| 1974 | Only one Earth                                                     | Slechts één aarde (gedurende Expo '74)                                  | Spokane, Verenigde Staten       |
| 1975 | Human Settlements                                                  | Menselijke nederzettingen                                               |                                 |
| 1976 | Water - Vital Resource for Life                                    | Water - Vitale bron voor leven                                          |                                 |
| 1977 | Ozone Layer Environmental Concern; Lands Loss and Soil Degradation | Behoud van de ozonlaag - Erosie en aantasting van de bodem              |                                 |
| 1978 | Development Without Destruction                                    | Ontwikkeling zonder vernietiging                                        |                                 |
| 1979 | Only One Future for Our Children                                   | Slechts één toekomst voor onze kinderen                                 |                                 |
| 1980 | A New Challenge for the New Decade                                 | Een nieuwe uitdaging voor het nieuwe decennium                          |                                 |
| 1981 | Ground Water; Toxic Chemicals in Human Food Chains                 | Grondwater - Giftige chemische stoffen in de menselijke voedselketen    |                                 |
| 1982 | Ten Years After Stockholm (Renewal of Environmental Concerns)      | Tien jaar na Stockholm (hernieuwing van de milieuaspecten)              |                                 |
| 1983 | Managing and Disposing Hazardous Waste: Acid Rain and Energy       | Beheer en opruimen van gevaarlijke afvalstoffen - Zure regen en energie |                                 |
| 1984 | Desertification                                                    | Woestijnvorming                                                         |                                 |
| 1985 | Youth: Population and the Environment                              | Jeugd: Bevolking en het milieu                                          |                                 |
| 1986 | A Tree for Peace                                                   | Een boom voor vrede                                                     |                                 |
| 1987 | Environment and Shelter: More Than A Roof                          | Milieu en onderdak: meer dan een dak                                    | Nairobi, Kenia                  |
| 1988 | When People Put the Environment First, Development Will Last       | Wanneer mensen zich richten op het milieu, is ontwikkeling duurzaam     | Bangkok, Thailand               |
| 1989 | Global Warming; Global Warning                                     | Globale opwarming, globale waarschuwing                                 | Brussel, België                 |
| 1990 | Children and the Environment                                       | Kinderen en het milieu                                                  | Mexico-Stad, Mexico             |
| 1991 | Climate Change. Need for Global Partnership                        | Verandering van het klimaat behoeft wereldwijde samenwerking            | Stockholm, Zweden               |
| 1992 | Only One Earth, Care and Share                                     | Slechts één aarde - Zorg en deel                                        | Rio de Janeiro, Brazilië        |
| 1993 | Poverty and the Environment – Breaking the Vicious Circle          | Armoede en milieu – Breek de vicieuze cirkel                            | Peking, China                   |
| 1994 | One Earth One Family                                               | Eén aarde, één familie                                                  | Londen, Verenigd Koninkrijk     |
| 1995 | We the Peoples: United for the Global Environment                  | Wij volkeren: Verenigd voor het mondiale milieu                         | Pretoria, Zuid-Afrika           |
| 1996 | Our Earth, Our Habitat, Our Home                                   | Onze aarde, onze habitat, ons huis                                      | Istanboel, Turkije              |
| 1997 | For Life on Earth                                                  | Voor het leven op aarde                                                 | Seoul, Zuid-Korea               |
| 1998 | For Life on Earth – Save Our Seas                                  | Voor het leven op aarde - Bescherm onze zeeën                           | Moskou, Rusland                 |
| 1999 | Our Earth – Our Future – Just Save It!                             | Onze aarde, onze toekomst, bescherm het!                                | Tokio, Japan                    |
| 2000 | The Environment Millennium – Time to Act                           | Het Millennium van het Milieu - Tijd om te handelen                     | Adelaide, Australië             |
| 2001 | Connect with the World Wide Web of Life                            | Verbinden met het wereldwijde web van het leven                         | Turijn, Italië en Havana, Cuba  |
| 2002 | Give Earth a Chance                                                | Geef de aarde een kans                                                  | Shenzhen, China                 |
| 2003 | Water – Two Billion People are Dying for It!                       | Water - Twee miljard mensen sterven ervoor                              | Beiroet, Libanon                |
| 2004 | Wanted! Seas and Oceans – Dead or Alive?                           | Gezocht! Zeeën en oceanen, dood of levend?                              | Barcelona, Spanje               |
| 2005 | Green Cities – Plan for the Planet!                                | Groene steden - Een plan voor de planeet!                               | San Francisco, Verenigde Staten |
| 2006 | Deserts and Desertification – Don't Desert Drylands!               | Woestijnen en woestijnvorming                                           | Algiers, Algerije               |
| 2007 | Melting Ice – a Hot Topic?                                         | Smeltend ijs - een heet onderwerp?                                      | Tromsø, Noorwegen               |
| 2008 | Kick The Habit – Towards A Low Carbon Economy                      | Zet de gewoonte opzij - Op weg naar een koolstofarme economie           | Wellington, Nieuw-Zeeland       |
| 2009 | Your Planet Needs You – UNite to Combat Climate Change             | Planeet heeft jou nodig - De strijd tegen klimaatverandering.           | Mexico City, Mexico             |
| 2010 | Many Species. One Planet. One Future                               | Veel soorten - Eén planeet - Eén toekomst                               | Kigali, Rwanda                  |
| 2011 | Forests - Nature at your Service                                   | Bossen - Natuur tot uw dienst                                           | New Delhi, India                |
| 2012 | Green Economy - Does it include you?                               | Groene Economie, bent u er ook bij?                                     | Brazilië                        |
| 2013 | Think.Eat.Save. Reduce Your Foodprint                              | Drink, eet, bespaar - Reduceer jouw ecologische voetafdruk              | Mongolië                        |
| 2014 | Raise your voice, not the sea level                                | Verhoog uw stem, niet de zeespiegel                                     | Barbados                        |
| 2015 | Seven Billion Dreams. One Planet. Consume with Care                | Zeven miljard dromen. Eén planeet. Consumeer met zorg                   | Italië                          |
| 2016 | Zero Tolerance for the Illegal Wildlife trade                      | Nul tolerantie voor de illegale handel in wilde dieren                  | Angola                          |
| 2017 | Connecting People to Nature                                        | Mensen verbinden met de natuur                                          | Canada                          |
| 2018 | Beat Plastic Pollution                                             | Verslaan van de plasticvervuiling                                       | India                           |
| 2019 | Beat Air Pollution                                                 | Verslaan van de luchtvervuiling                                         | China                           |